# Björk Guðmundsdóttir & Tríó Guðmundar Ingólfssonar
Björk Guðmundsdóttir & Tríó Guðmundar Ingólfssonar è stato un gruppo musicale jazz islandese attivo dal 1990 al 1991. Il gruppo era composto dalla cantante Björk e appunto dal Tríó Guðmundar Ingólfssonar.

## Formazione
- Björk Guðmundsdóttir - voce, armonica
- Guðmundur Ingólfsson - piano, tamburello
- Guðmundur Steingrímsson - batteria, percussioni
- Þórður Högnason - basso

## Discografia
- 1990 - Gling-Gló